# Antonín Smrček
Antonín Smrček (11. prosince 1859 Brodek u Prostějova - 17. února 1951 Brno) byl český stavební inženýr, odborník v oboru vodního stavitelství a politik.

## Život

### Profesní dráha
Po maturitě na české reálce v Prostějově v roce 1878 absolvoval roku 1884 českou techniku v Praze (obor inženýrské stavitelství). V letech 1885-1888 byl tamtéž asistentem ústavu vodního hospodářství a stavby tunelů u prof. Petrlíka. Poté do roku 1903 byl šéfinženýrem stavební firmy A. Lanna v Praze. Od roku 1902 až do roku 1930 působil jako řadný profesor vodního stavitelství na brněnské technice a v letech 1913-1914 zastával funkci jejího rektora.
Zabezpečoval Karlův most po velké povodni roku 1890. U firmy A. Lanna se stal vedoucím oddělení, které navrhlo a provedlo plavební stupně na Vltavě pod Prahou i na Labi. Podílel na realizaci dunajsko-vltavsko-labského průplavu, navrhl a provedl Libeňský přístav, Karlínský přístav a zčásti i Holešovický přístav v Praze, patero vltavských zdymadel od Troje po Vraňany a také desetikilometrový kanál Vraňany-Hořín. Navrhl tunel pod Letnou, pražské ústřední nádraží a jako znalec byl zván k velkým stavbám v Čechách. Během práce v Brně se podílel na regulaci řeky Moravy, výstavbě budov techniky a řadě vodních děl.

### Politická dráha
Od roku 1906 byl poslancem Moravského zemského sněmu, kam byl zvolen za obvod na Olomoucku.
Ve volbách do Říšské rady roku 1907 se stal poslancem Říšské rady (celostátní parlament), kam byl zvolen za český okrsek Morava 06. Usedl jako hospitant do poslanecké frakce Český klub. Opětovně byl zvolen za týž obvod i ve volbách do Říšské rady roku 1911. Nyní vstoupil do poslaneckého klubu Jednota nezávislých pokrokových poslanců Čech a Moravy. Ve vídeňském parlamentu setrval do zániku monarchie. Byl referentem říšské rady ve školských věcech. Výrazně se zasazoval o rozvoj Moravy a brněnské techniky.

### Ocenění
Zastupoval ČSR v Mezinárodní dunajské komisi (vypracoval projekt na úpravu Železných vrat), byl členem vědecké rady Masarykovy akademie práce, polské Akademie technických věd), nositelem rytířského komandérského řádu Polonia restituta od ledna 1931 a čestným občanem řady měst. 31. ledna 1948 získal čestný doktorát na brněnské technice.
Úmrtí
Zemřel roku 1951 a byl pohřben na Ústředním hřbitově v Brně.